# Route départementale 105 (Alpes-de-Haute-Provence)
Pour les articles homonymes, voir Route départementale 105.
La route départementale 105, abrégée en RD 105 ou D 105, est une des routes des Alpes-de-Haute-Provence, qui Saint-Michel-l'Observatoire à Sainte-Tulle.

## Tracé de Saint-Michel-l'Observatoire à Sainte-Tulle
- Saint-Michel-l'Observatoire
- de Villemus à Pierrevert (Par la RD 907 puis la RD 6)
- Pierrevert
- Sainte-Tulle